# (20181) 1996 YC2
1996 واي سي 2 (ويعرف أيضًا باسم (20181) 1996 واي سي 2 وفق تسمية الكوكب الصغير) (بالإنجليزية: 1996 YC2)‏ هو كويكب ضمن حزام الكويكبات؛ وترتيبه 20181 من حيث الاكتشاف.
اكتُشف هذا الجُرم الفلكي بواسطة برنامج شميدت للكويكبات في بكين في 22 ديسمبر 1996.

## وصف
(20181) 1996 تم اكتشاف YC2 في 22 ديسمبر 1996 في محطة شينغ لونغ بمقاطعة خبي بالصين، بواسطة برنامج بكين شميدت CCD.

## وصلات خارجية
- (20181) 1996 YC2 في قاعدة بيانات مختبر الدفع النفاث لأجرام النظام الشمسي الصغيرة

- الاكتشاف · مخطط المدار ·  العناصر المدارية · المعلمات المادية

- (20181) 1996 YC2 على موقع ويكي سكاي: DSS2, SDSS, GALEX, IRAS, Hydrogen α, X-Ray, Astrophoto, Sky Map, Articles and images